# Janusz Kawecki
Janusz Kawecki (ur. 21 stycznia 1943 w Grodnie) – polski inżynier, nauczyciel akademicki i publicysta, profesor nauk technicznych, członek Krajowej Rady Radiofonii i Telewizji w kadencji 2016–2022.

## Życiorys
W 1966 ukończył studia na Wydziale Budownictwa Lądowego Politechniki Krakowskiej. W 1972 uzyskał stopień doktora, w 1978 się habilitował. 9 marca 1992 otrzymał tytuł naukowy profesora.
Od 1966 do czasu przejścia na emeryturę pracował na Politechnice Krakowskiej, od 1990 na stanowisku profesora nadzwyczajnego, a od 2000 na stanowisku profesora zwyczajnego PK. Pełnił na tej uczelni funkcję dyrektora Instytutu Mechaniki Budowli na Wydziale Inżynierii Lądowej. Powoływany w skład Komitetu Inżynierii Lądowej i Wodnej Polskiej Akademii Nauk oraz Państwowej Komisji Akredytacyjnej. Od 1993 do 1996 był członkiem prezydium Rady Głównej Szkolnictwa Wyższego. Działacz Polskiego Związku Inżynierów i Techników Budownictwa oraz Krakowskiego Towarzystwa Technicznego. W pracy naukowej zajmował się zagadnieniami z zakresu dynamiki budowli, identyfikacji dynamicznej, jak też wpływu drgań na budowle i ludzi. Autor lub współautor m.in. monografii poświęconych inżynierii wiatrowej i diagnostyce dynamicznej, a także współautor podręczników akademickich.
Został sekretarzem rady programowej periodyku katolickiego „Droga”, a w 1995 członkiem rady programowej Radia Maryja. Stanął również na czele Zespołu Wspierania Radia Maryja, na antenie tej rozgłośni prowadził Głos z Krakowa. Zasiadał także w radzie naukowej Wyższej Szkoły Kultury Społecznej i Medialnej w Toruniu. Zajmował się działalnością publicystyczną także w ramach Telewizji Trwam, „Naszego Dziennika” i „Mojej Rodziny”.
We wrześniu 2016 został powołany przez prezydenta RP Andrzeja Dudę na członka Krajowej Rady Radiofonii i Telewizji na okres sześcioletniej kadencji. W 2021 w ostatecznym głosowaniu jako jedyny spośród pięciu członków KRRiT głosował przeciwko przedłużeniu koncesji dla telewizyjnej stacji informacyjnej TVN24.
Wszedł w skład komitetu wspierającego kandydaturę Karola Nawrockiego na prezydenta RP w wyborach w 2025.
W 2025 został przyjęty do wspólnoty oblatów redemptorystów. Należał do autorów i sygnatariuszy opublikowanego w sierpniu 2025 apelu w obronie metropolity krakowskiego Marka Jędraszewskiego. Jego twórcy zarzucili poddawanie duchownego niesprawiedliwym atakom medialnym.

## Odznaczenia i wyróżnienia
- Krzyż Kawalerski Orderu Odrodzenia Polski
- Medal Komisji Edukacji Narodowej[2]
- Nagroda im. prof. Stefana Bryły (1980)[10]
- Medal im. prof. Romana Ciesielskiego (2006)[11]
- Kawaler Zakonu Rycerskiego Grobu Bożego w Jerozolimie[12]